# Heredia (provincija u Kostarici)
Heredia, provincija u Kostariki.
Kantoni (10):
Barva, distrikti (6):
Barva
San José De La Montaña
San Pablo
San Pedro
San Roque
Santa Lucía
Belén, distrikti (3):
Asunción
Ribera
San Antonio
Flores, distrikti (3):
Barrantes
Llorente
San Joaquín
Heredia, distrikti (5):
Heredia
Mercedes
San Francisco
Ulloa
Varablanca
San Isidro, distrikti (4):
Concepción
San Francisco
San Isidro
San José
San Pablo, distrikti (1):
San Pablo
San Rafael, distrikti (5):
Ángeles
Concepción
San Josecito
San Rafael
Santiago
Santa Bárbara, distrikti (6):
Barrio Jesús
Purabá
San Juan
San Pedro
Santa Bárbara
Santo Domingo
Santo Domingo, distrikti (8):
Pará
Paracito
San Miguel
San Vicente
Santa Rosa
Santo Domingo
Santo Tomás
Tures
Sarapiquí, distrikti (5):
Cureña
Horquetas
La Virgen
Llanuras Del Gaspar
Puerto Viejo